# Campionato italiano a squadre di calcio da tavolo 1993 FISCT
Il campionato italiano di calcio da tavolo a squadre 1993 fu organizzato a Padova nel 1993 dalla F.I.S.C.T..
Dai quattro gruppi interregionali si qualificano le seguenti squadre:
1. Stella Artois Milano;
2. S.C. Genova;
3. La Sfinge Benevento;
4. Lambertenghi Roma.

## Risultati

### Final Four
BENEVENTO - GENOVA 1-0
- F. Filippella - Massino 2-2
- Cuomo - Musso 1-1
- Meola - Malvaso 0-0
- C. Filippella - Lampagnani 3-0

STELLA ARTOIS - ROMA 4-0
- Scagni - Crescimbeni 2-1
- Galeazzi - R. Casentini 5-2
- Hofmann - Strazza 3-2
- Funaro - A. Casentini 4-0

BENEVENTO - ROMA 3-1
- C. Filippella - R. Casentini 2-1
- Cuomo - A. Casentini 1-3
- Meola - Crescimbeni 3-0
- F. Filippella - Strazza 4-0

STELLA ARTOIS - GENOVA 3-1
- Funaro - Lampugnani 2-1
- Galeazzi - Massino 0-4
- Scagni - Malvaso 3-2
- Hofmann - Musso 3-1

ROMA - GENOVA 1-2
- Crescimbeni - Massino 2-5
- A. Casentini - Musso 1-3
- Strazza - Malvaso 2-2
- R. Casentini - F. Conti 4-0

STELLA ARTOIS - BENEVENTO 2-2
- Hofmann - F. Filippella 2-1
- Funaro - C. Filippella 1-3
- Scagni - Meola 1-2
- Galeazzi - Cuomo 3-2

### Classifica Finale 1993
|  | Classifica Finale 1993   | P |
|  | ------------------------ | - |
|  | TSC Stella Artois Milano | 7 |
|  | La Sfinge Benevento      | 7 |
|  | S.C. Genova              | 3 |
|  | Lambertenghi Roma        | 0 |

Partita Spareggio: Hofmann - C. Filipella 3-0